# 林奈奖章

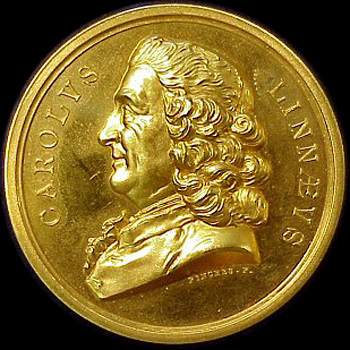
林奈奖章，获奖者的名字显示在背面

林奈奖章（英語：Linnean Medal）是倫敦林奈學會1888年设立的獎項，授予植物学或动物学研究者，每年颁发一次。

## 得主

### 1888年—1900年
- 1888年：约瑟夫·道尔顿·胡克爵士、理查·歐文爵士
- 1889年：阿方斯·比拉姆·德康多爾
- 1890年：托马斯·亨利·赫胥黎
- 1891年：让-巴蒂斯特·爱德华·博尼特
- 1892年：阿尔弗雷德·拉塞尔·华莱士
- 1893年：丹尼尔·奥利弗
- 1894年：恩斯特·海克尔
- 1895年：费迪南德·科恩
- 1896年：乔治·詹姆斯·奥尔曼
- 1897年：雅各布·格奧爾格·阿加德
- 1898年：乔治·查尔斯·瓦里茨
- 1899年：约翰·吉尔伯特·贝克
- 1900年：阿尔弗雷德·牛顿

### 1901年—1925年
- 1901年：乔治·金爵士
- 1902年：阿尔伯特·冯·科立克
- 1903年：莫德凯·库比特·库克
- 1904年：阿尔伯特·甘瑟
- 1905年：爱德华·斯特拉斯伯格
- 1906年：阿尔弗雷德·梅勒·诺曼
- 1907年：梅爾希奧·特勒布
- 1908年：托馬斯·羅斯科·雷德·斯特布林（英语：Thomas Roscoe Rede Stebbing）
- 1909年：弗雷德里克·奧爾彭·鮑爾（英语：Frederick Orpen Bower）
- 1910年：耶奥格·萨尔斯
- 1911年：赫曼·索姆斯-勞巴赫（英语：Hermann zu Solms-Laubach）
- 1912年：羅伯特·西里爾·林頓·柏金斯（英语：Robert Cyril Layton Perkins）
- 1913年：阿道夫·恩格勒
- 1914年：奧托·貝茲利（英语：Otto Bütschli）
- 1915年：約瑟夫·梅登（英语：Joseph Maiden）
- 1916年：弗蘭克·艾佛斯·貝達德（英语：Frank Evers Beddard）
- 1917年：亨利·B·古皮（英语：Henry B. Guppy）
- 1918年：弗雷德里克·杜坎·戈德曼（英语：Frederick DuCane Godman）
- 1919年：艾薩克·貝利·巴爾弗（英语：Isaac Bayley Balfour）爵士
- 1920年：雷·兰克斯特爵士
- 1921年：达金菲尔德·亨利·斯科特
- 1922年：爱德华·巴格诺尔·波尔顿
- 1923年：托马斯·弗雷德里克·奇斯曼
- 1924年：威廉·姆因托什（英语：William M'Intosh）
- 1925年：弗朗西斯·沃尔·奥利弗

### 1926年—1950年
- 1926年：埃德加·約翰遜·艾倫（英语：Edgar Johnson Allen）
- 1927年：奥托·施塔普夫
- 1928年：埃德蒙·比彻·威尔逊
- 1929年：许霍·德弗里斯
- 1930年：詹姆斯·彼得·希尔
- 1931年：卡爾·里特·馮·戈培爾（英语：Karl Ritter von Goebel）
- 1932年：愛德溫·史蒂芬·古德里奇（英语：Edwin Stephen Goodrich）
- 1933年：羅伯特·伊波利特·肖達（英语：Robert Hippolyte Chodat）
- 1934年：西德尼·佛雷德利·哈默（英语：Sidney Frederic Harmer）爵士
- 1935年：戴維·濮瑞（英语：David Prain）爵士
- 1936年：约翰·斯坦利·加德纳
- 1937年：弗雷德里克·布莱克曼
- 1938年：达西·汤普森爵士
- 1939年：埃尔默·德鲁·美林
- 1940年：亚瑟·史密斯·伍德沃德
- 1941年：亞瑟·坦斯利（英语：Arthur Tansley）爵士
- 1942—1945年：未颁发
- 1946年：威廉·托馬斯·卡爾曼（英语：William Thomas Calman）、弗雷德里克·歐內斯特·魏斯（英语：Frederick Ernest Weiss）
- 1947年：莫里斯·高萊里（英语：Maurice Caullery）
- 1948年：艾格尼絲·阿爾伯（英语：Agnes Arber）
- 1949年：D·M·S·沃特森
- 1950年：亨利·尼古拉斯·里德利

### 1951年—1975年
- 1951年：奧勒·西奧多·詹森·莫滕森（英语：Ole Theodor Jensen Mortensen）
- 1952年：艾薩克·亨利·伯克爾（英语：Isaac Henry Burkill）
- 1953年：P·A·巴克斯頓（英语：P. A. Buxton）
- 1954年：菲利克斯·歐根·弗里奇（英语：Felix Eugene Fritsch）
- 1955年：約翰·格雷厄姆·克爾爵士
- 1956年：威廉·亨利·藍恩（英语：William Henry Lang）
- 1957年：艾瑞克·斯坦西奧（英语：Erik Stensiö）
- 1958年：加文·德·比爾（英语：Gavin de Beer）爵士、威廉·伯特倫·特瑞爾（英语：William Bertram Turrill）
- 1959年：哈罗德·M·福克斯、卡爾·斯科茨貝里（英语：Carl Skottsberg）
- 1960年：利比·海曼（英语：Libbie Hyman）、休·哈姆绍·托马斯
- 1961年：埃德蒙·威廉·梅森（英语：Edmund William Mason）、弗雷德里克·史特拉滕·羅素（英语：Frederick Stratten Russell） [sic]
- 1962年：諾曼·博爾（英语：Norman Bor）、吉列爾莫·庫雪（英语：Guillermo Kuschel）
- 1963年：西德妮·曼顿、威廉·皮爾索爾（英语：William Pearsall）
- 1964年：理查德·艾瑞克·霍爾特姆（英语：Richard Eric Holttum）、卡爾·潘廷（英语：Carl Pantin）
- 1965年：约翰·哈钦松、約翰·蘭斯巴騰
- 1966年：喬治·斯圖爾特·卡特（英语：George Stuart Carter）、哈里·戈德溫（英语：Harry Godwin）爵士
- 1967年：查尔斯·艾尔顿、查爾斯·愛德華·哈伯德（英语：Charles Edward Hubbard）
- 1968年：A·格拉甘（A. Gragan）、湯姆·哈里斯（英语：Tom Harris (botanist)）
- 1969年：艾琳·曼顿、埃瑟爾溫·特魯瓦瓦斯（英语：Ethelwynn Trewavas）
- 1970年：E·J·H·科納（英语：E. J. H. Corner）、艾羅·懷特（英语：Errol White）
- 1971年：查爾斯·羅素·梅特卡夫（英语：Charles Russell Metcalfe）、詹姆斯·爱德华·史密斯
- 1972年：亞瑟·羅伊·克拉帕姆（英语：Arthur Roy Clapham）、阿爾弗雷德·羅默
- 1973年：G·萊德亞德·斯特賓斯（英语：G. Ledyard Stebbins）、约翰·扎卡里·杨
- 1974年：维利·亨尼希、喬西亞斯·布勞恩-布蘭奎特（英语：Josias Braun-Blanquet）
- 1975年：亞力山大·瓦特（英语：Alexander Watt）、菲利普·謝潑德（英语：Philip Sheppard (biologist)）

### 1976年—2000年
- 1976年：威廉·T·斯特恩
- 1977年：恩斯特·瓦尔特·迈尔、湯姆·圖汀（英语：Tom Tutin）
- 1978年：奧拉夫·K·H·赫德伯格（Olav K. H. Hedberg）、托馬斯·史丹利·韋斯托爾（英语：Thomas Stanley Westoll）
- 1979年：羅伯特·麥克尼爾·亞歷山大（英语：Robert McNeill Alexander）、P·W·理查茲（英语：P. W. Richards）
- 1980年：傑佛瑞·克拉夫·安斯沃斯（英语：Geoffrey Clough Ainsworth）、羅伊·克勞森（英语：Roy Crowson）
- 1981年：B·L·巴特（英语：B. L. Burtt）、西里爾·克拉克（英语：Cyril Clarke）爵士
- 1982年：彼得·哈德蘭·戴維斯（英语：Peter Hadland Davis）、汉弗莱·格林伍德
- 1983年：塞西爾·特倫斯·英戈爾德（英语：Cecil Terence Ingold）、邁克爾·J·D·懷特（英语：Michael J. D. White）
- 1984年：傑克·霍克斯（英语：Jack Hawkes (botanist)）、J·S·肯尼迪（英语：J. S. Kennedy）
- 1985年：亞瑟·凱恩（英语：Arthur Cain）、傑佛瑞·哈伯恩（英语：Jeffrey Harborne）
- 1986年：阿瑟·约翰·克朗奎斯特、西里爾·加納姆（英语：Cyril Garnham）
- 1987年：傑佛瑞·弗萊爾（英语：Geoffrey Fryer）、弗農·海伍德（英语：Vernon Heywood）
- 1988年：傑克·哈利、理查·索斯伍德（英语：Richard Southwood）爵士
- 1989年：威廉·唐納·漢彌爾頓、大衛·史密斯（英语：David Smith (botanist)）爵士
- 1990年：吉倫·普蘭斯（英语：Ghillean Prance）爵士、F·格溫德琳·里斯（英语：F. Gwendolen Rees）
- 1991年：威廉·吉爾伯特·沙隆納（英语：William Gilbert Chaloner）、羅伯特·梅（英语：Robert May, Baron May of Oxford）
- 1992年：理查·舒爾茲、史蒂芬·古爾德
- 1993年：芭芭拉·皮克斯吉爾（英语：Barbara Pickersgill）、林肯·布羅爾（英语：Lincoln Brower）
- 1994年：F·E·羅德（荷兰语：Frank Round）、亚历克·杰弗里斯
- 1995年：馬克思·沃爾特斯（英语：Max Walters）、约翰·梅纳德·史密斯
- 1996年：傑克·赫斯洛普-哈里森（英语：Jack Heslop-Harrison）、基思·維克曼（英语：Keith Vickerman）
- 1997年：恩里科·科恩、羅斯瑪麗·羅威-麥康諾（英语：Rosemary Lowe-McConnell）
- 1998年：馬克·韋恩·蔡斯（英语：Mark Wayne Chase）、科林·帕特森（英语：Colin Patterson (biologist)）
- 1999年：P·B·湯姆林森（英语：P. B. Tomlinson）、昆汀·伯恩（英语：Quentin Bone）
- 2000年：伯納德·福德科特（英语：Bernard Verdcourt）、邁克爾·克拉里奇（英语：Michael Claridge）

### 2001年—2024年
- 2001年：克里斯·哈弗里斯、加雷斯·J·尼爾森（法语：Gareth Jon Nelson）
- 2002年：舒爾文·卡爾奎斯特（英语：Sherwin Carlquist）、威廉·J·肯尼迪（William J. Kennedy）
- 2003年：彼得·巴斯（英语：Pieter Baas）、布莱恩·坎贝尔·克拉克
- 2004年：傑弗瑞·博克斯豪爾（英语：Geoffrey Boxshall）、約翰·德蘭斯菲爾德（英语：John Dransfield）
- 2005年：寶拉·魯道爾（英语：Paula Rudall）、安德魯·B·史密斯
- 2006年：大衛·梅伯利（英语：David Mabberley）、理查德·福提
- 2007年：菲爾·克里布、湯瑪斯·卡弗利爾-史密斯
- 2008年：傑弗瑞·達克特（荷兰语：Jeffrey Duckett）、史蒂芬·多諾萬（英语：Stephen Donovan）
- 2009年：彼德·蕭·艾什頓（英语：Peter Shaw Ashton）、邁克爾·阿卡姆（英语：Michael Akam）
- 2010年：黛安娜·愛德華茲（英语：Dianne Edwards）、德里克·亚尔登
- 2011年：布萊恩·約翰·科平斯（英语：Brian J. Coppins）、查爾斯·戈弗雷（英语：Charles Godfray）
- 2012年：史蒂芬·布萊克莫爾、彼得·W·H·霍兰
- 2013年：金斯利·迪克森（英语：Kingsley Dixon）
- 2014年：尼爾斯·佩德·克里斯滕森（義大利語：Niels Peder Kristensen）、漢斯·瓦爾特·拉克
- 2015年：恩吉克·蘇帕德莫（英语：Engik Soepadmo）、克勞斯·尼爾森、羅斯瑪麗·奧乃格（英语：Rosmarie Honegger）
- 2016年：桑德拉·纳普、乔治娜·梅斯
- 2017年：查理·賈維斯（荷兰语：Charlie Jarvis）、大衛·羅林森（David Rollinson）
- 2018年：卡馬利·巴瓦（英语：Kamaljit Bawa）、傑瑞米·霍洛威（Jeremy Holloway）、蘇芬·卡蒙（英语：Sophien Kamoun）
- 2019年：維奇·芬克（英语：Vicki Funk）、塞繆爾·T·特維
- 2020年：班·謝爾登（英语：Ben Sheldon）、茱麗葉·布羅迪（Juliet Brodie）
- 2021年：瑪麗·珍·韋斯特-艾伯哈德（英语：Mary Jane West-Eberhard）、夏伊娜·A·加贊法爾（英语：Shahina A. Ghazanfar）
- 2022年：羅漢·佩蒂亞哥達（英语：Rohan Pethiyagoda）、塞布塞比·德米索（英语：Sebsebe Demissew）
- 2023年：桑德拉·迪亞斯（英语：Sandra Díaz (ecologist)）
- 2024年：保羅·厄普切奇
- 2025年：大卫·W·麦克唐纳（英语：David Macdonald (biologist)）